# Sabicea xanthotricha
Sabicea xanthotricha är en måreväxtart som beskrevs av Herbert Fuller Wernham. Sabicea xanthotricha ingår i släktet Sabicea och familjen måreväxter. IUCN kategoriserar arten globalt som starkt hotad. Inga underarter finns listade i Catalogue of Life.